# Lenne (fiume italiano)

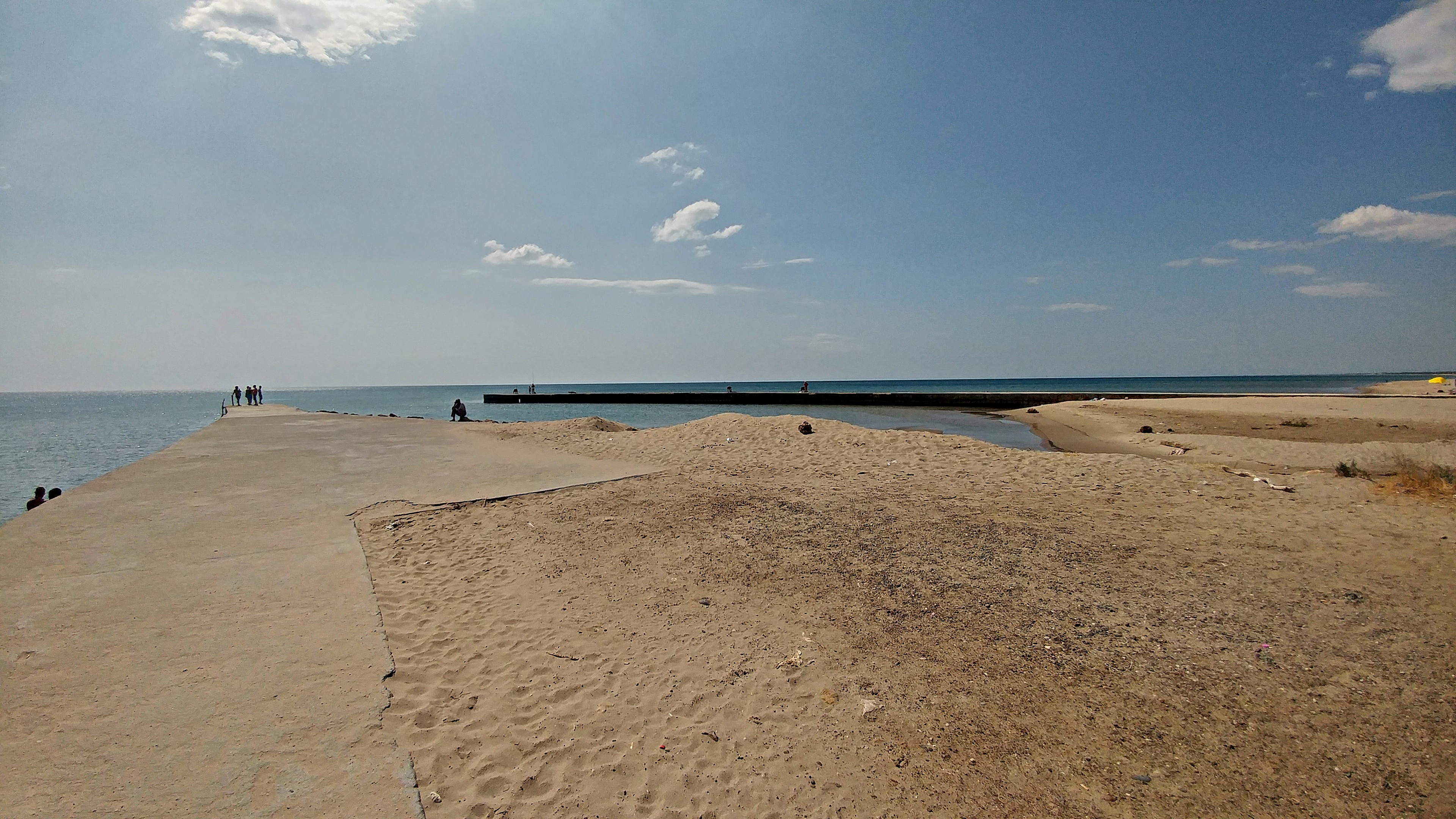
Scorcio della foce del fiume Lenne sul Mar Ionio, nella località Pino di Lenne, nota zona balneare.

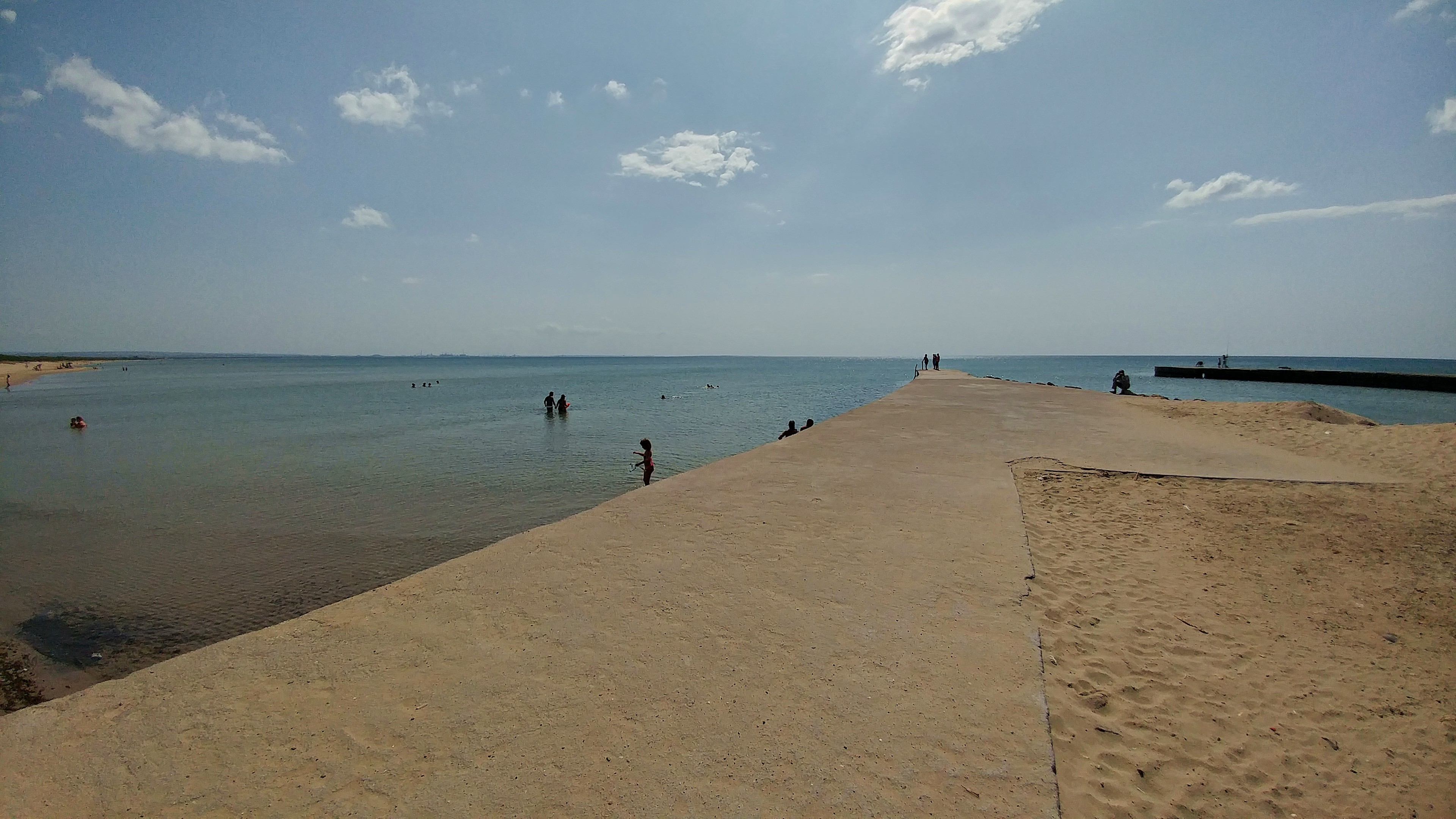
Bagnanti presso la foce del fiume Lenne, nella località Pino di Lenne. In primo piano, il moletto di cemento che delimita la foce del fiume sul Mar Ionio.

Il Lenne o Lama di Lenne è un fiume lungo circa 24 km che attraversa il territorio di Palagiano (TA).
Nasce in contrada la Giunta (torrente Lama di Lenne). Attraversa i boschi Romanazzi e i boschi di Marziotta. Sfocia in vicinanza del bosco del Pino di Lenne, nella località nota con il nome di “Venti” e finisce la sua corsa nel golfo di Taranto
Riceve a destra il canale Marziotta.
Sullo spalto occidentale del fiume, è ubicata la chiesa di Santa Maria di Lenne anteriore al mille.